# Adinandra lutescens
Adinandra lutescens là một loài thực vật có hoa trong họ Pentaphylacaceae. Loài này được Craib mô tả khoa học đầu tiên năm 1925.